# Nelly
Nelly (auch Nelli und Nellie) ist ein weiblicher Vorname.

## Herkunft
Nelly ist eine Kurzform der Vornamen Cornelia oder Petronella und entstand ebenso als kindliche Eigenbezeichnung aus Elli, Helene und Eleonore, im Englischen auch aus Elizabeth.
Vereinzelt kommt Nelly auch als männlicher Spitzname vor.

## Varianten
- Nel (poln.)[3]
- Nela
- Nelli
- Nellie
- Neli
- Nella
- Nelia
- Nelija

## Namensträgerinnen

### Vornamen
Nelly:
- Nelly Arcan (1973–2009), kanadische Schriftstellerin
- Nelly Ben-Or (* 1933), polnische Pianistin und Musikpädagogin
- Nelly Bodenheim (1874–1951), niederländische Malerin, Zeichnerin, Lithografin
- Nelly Marie Bojahr (* 1988), deutsche Schönheitskönigin und Model
- Nelly Brodmann (1863 – nach 1903), österreichische Theaterschauspielerin und Sängerin
- Nelly Buntschu (* 1947), Schweizer Politikerin
- Nelly Diener (1912–1934), erste Flugbegleiterin Europas
- Nelly Dix (1923–1955), deutsche Schriftstellerin und Malerin
- Nelly Frijda (* 1936), niederländische Schauspielerin
- Nelly Furtado (* 1978), portugiesisch-kanadische Sängerin
- Nelly Kaplan (1931–2020), argentinisch-französische Filmregisseurin
- Nelly Mann (1898–1944), deutsche Bohémienne
- Nelly Merz (1876–1968),  deutsche Opernsängerin
- Nelly Naumann (1922–2000), deutsche Japanologin
- Nelly Olin (1941–2017), französische Politikerin
- Nelly Roussel (1878–1922), französische Feministin
- Nelly Sachs (1891–1970), deutsche Schriftstellerin und Literaturnobelpreisträgerin
- Nelly Wicky (1923–2020), Schweizer Politikerin
- Nelly Wolffheim (1879–1965), deutsche Pädagogin

Nelli:
- Nelli Aghinjan (* 1981), armenische Schachspielerin
- Nelli Ayukhanova (1960–2007), russische Regisseurin
- Nelli Bar (1904–2001), deutsche Bildhauerin
- Nelli Cooman (* 1964), niederländische Sprinterin
- Nelli Wladimirowna Kim (* 1957), sowjetische Kunstturnerin und fünffache Olympiasiegerin
- Nelli Kossko (* 1937), russlanddeutsche Schriftstellerin sowie Redakteurin
- Nelli Schmithals (1880–1975), deutsche Fotografin

Nellie:
- Nellie Campobello (1900/09–1986), mexikanische Tänzerin und Schriftstellerin
- Nellie Carrington (1916–1998), britische Hochspringerin
- Nellie Jane DeWitt (1895–1978), US-amerikanische Krankenschwester und Direktorin des US Navy Nurse Corps
- Nellie Halstead (1910–1991), britische Leichtathletin
- Nellie Lutcher (1912–2007), US-amerikanische Sängerin und Pianistin (Swing und Rhythm and Blues)
- Nellie McClung (1873–1951), kanadische Frauenrechtlerin, Autorin, Politikerin und Sozialaktivistin
- Nellie McKay (1930–2006), US-amerikanische Literaturwissenschaftlerin
- Nellie McKay (* 1982), US-amerikanische Sängerin und Schauspielerin
- Nellie Tayloe Ross (1876–1977), US-amerikanische Politikerin, Gouverneurin von Wyoming und erste Gouverneurin in den USA

Neli
- Neli Botewa (* 1974), bulgarische Badmintonspielerin
- Neli Irman (* 1986), slowenische Handballspielerin
- Neli Sabour (* 1993), US-amerikanische Schauspielerin
- Neli Sadovska (1943–2019), bulgarische Dichterin

Nella:
- Nella Maria Bonora (1904–1990), italienische Schauspielerin, Autorin und Synchronsprecherin
- Nella Korpio (* 1999), finnische Skirennläuferin
- Nella Larsen (1891–1964), afroamerikanische Schriftstellerin
- Nella Martinetti (1946–2011), Schweizer Sängerin, Komponistin, Texterin von volkstümlichen Schlagern und Schauspielerin
- Nella Walker (1886–1971), US-amerikanische Schauspielerin

### Künstlernamen
- Nelly (Fotografin) (1899–1998), griechische Fotografin
- Nelly (Rapper) (* 1974), US-amerikanischer Rapper
- Nellie Bly (1864–1922), US-amerikanische Journalistin und Weltreisende
- Nellie Melba (1861–1931), australische Opernsängerin (Sopran)

### Spitzname
- Nellie Fox, US-amerikanischer Baseballspieler

### Familienname
- Linus Neli (* 1957), indischer Geistlicher, römisch-katholischer Erzbischof von Impha